# 北大阪線

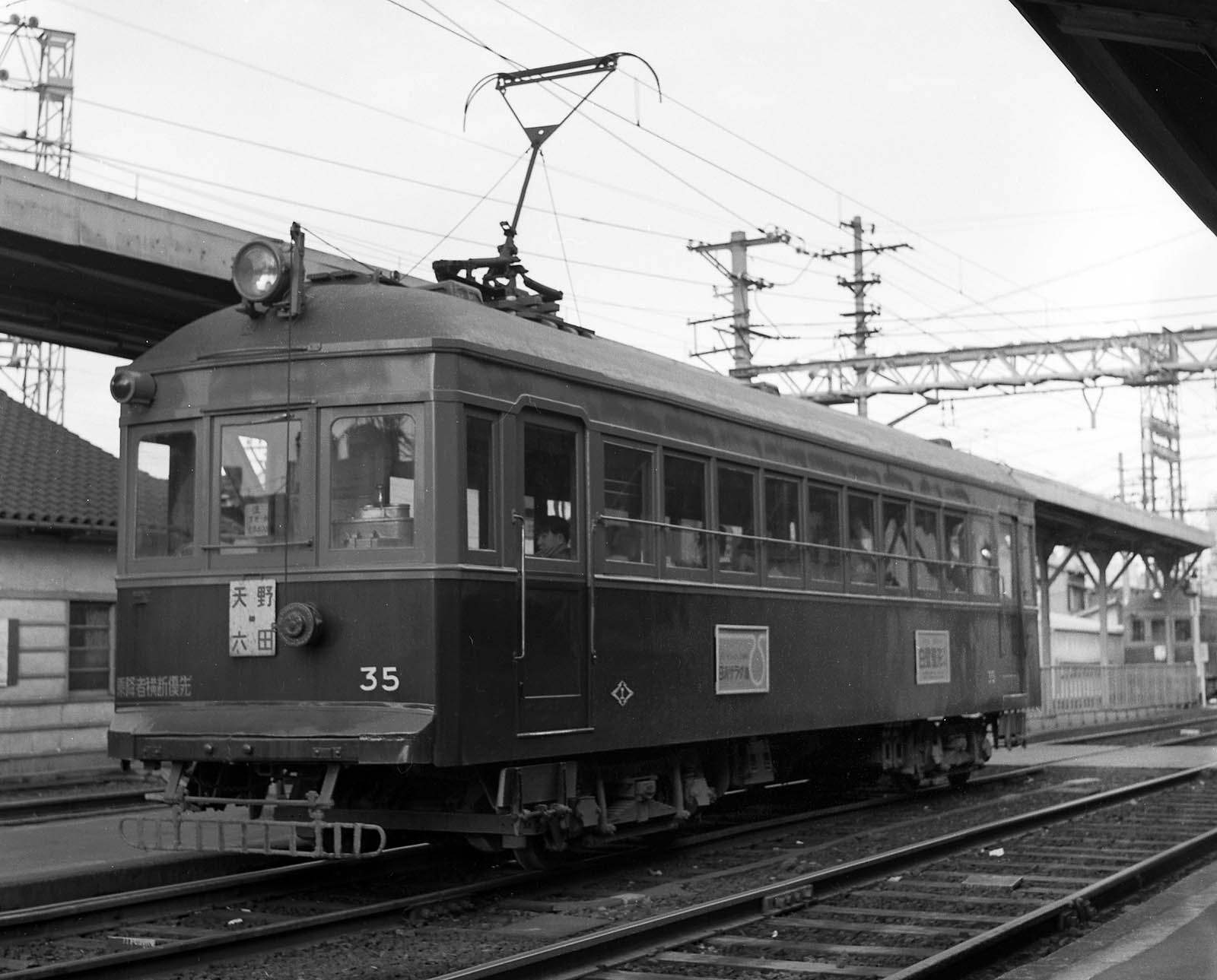
阪神31形電車35在北大阪线阪神野田站站台。摄于1974年。

北大阪线（日语：／ Kita-ōsaka sen */?）是一条曾经连结日本大阪府大阪市福岛区野田站与大淀区（现北区）天神桥筋六丁目、属于阪神电气铁道的有轨电车线路。

## 概述
北大阪线因配合开发大阪北部新淀川沿岸的未开发地区而修建，于1914年8月开业。建设该线路的铁道敷设免许由北大阪电气轨道公司获得，但由于施工前该公司便与阪神电气铁道合并，开业时该线路已属于阪神电铁。线路经由大阪市大淀区（现北区），绕大阪市区北部半周，联络起汇聚于梅田的各条铁路线，走向类似于准环线。
由于当时沿线的大部分土地尚未开发，该线路施工方法是先建设道路，再于路上铺轨。由于阪神也参与了道路建设，因此长期以来其一直声称对北大阪线沿线的道路拥有所有权。
线路大部分为并用轨道，只有在中津站和北野站之间横跨日本国铁货物线的桁架桥附近为专用轨道。但该路段自开业初期至因货物线（1928年开业）建设而改设前也曾为并用轨道。
尽管乘客数量并未受到机动车增加的明显影响，但由于阪神国道线废止后线路无法接入车辆段，线路于1975年5月同国道线、甲子园线共同废止，改为巴士运输。
线路在国道线缩线之前使用电机功率小的1型列车，后期使用过31型列车、昵称为“金鱼缸”的71型、91型和201型等列车。
目前，阪神巴士运营的“北大阪线”作为路线废止后的替代线路运营（在中津与天六附近由于单行道而上下行路线不同）。巴士在多年内保持了每15分钟一班的高频率运行，但自2000年代初以来，由于乘客减少，班次数量开始缩减。2007年时刻表改订后，中津至天六区间仅在朝夕时间运营。2013年，该区间班次减少为每天早晚各一班。野田阪神前至中津区间班次数量勉强维持在每小时1-2班左右，但2018年12月时刻表改订后，该区间亦仅在平日朝夕时间运行，周末与节假日仅白天运行，实际上已成为保持运营牌照的路线。此外，线路在野田阪神前至中津间与大阪都市巴士运营的58号线（野田阪神前 - 中津 - 大阪站）并行，此线路在白天也维持着约20分钟一班的高频次运营。
2021年7月31日起，巴士线路平日运行完全停止，仅在周末与节假日傍晚保留一班往返，完全成为保持牌照而营运的路线。

### 路线资料
- 路线距离（营业距离）：4.3km
- 轨距：1435mm （标准轨）
- 站数：11駅（包括起终点站）
- 复线路段：全线
- 电气化路段：全线（直流电600V）

## 沿革
- 1910年（明治43年）
  - 5月26日 轨道特许证下发（大阪市北区西野田茶园町-同天神桥筋六丁目间）[3]。
  - 10月1日 北大阪电气轨道股份有限公司设立[4]。
- 1911年（明治44年）5月10日 合并至阪神电气铁道[4][5]。
- 1914年（大正3年）8月19日 野田至天神桥筋六丁目间开业[6]。
- 1975年（昭和50年）5月6日 废止。

## 停留场列表
野田 - 海老江 - 上海老江 - 西大淀* - 大淀* - 东大淀* - 中津 - 北野 - 南浜 - 本庄中通 - 天神桥筋六丁目
注： *是经更名后的站名。

### 接续路线
- 野田：阪神本线、阪神国道线、大阪市营地下铁千日前线
- 天神桥筋六丁目：阪急千里线、大阪市营地下铁谷町线・堺筋线
- 中津：阪急神户本線・宝塚本線（距大阪市营地下铁御堂筋线同名站较远）

仅列出废止时的接续路线，此外，1949年前可与阪急北野線在北野站接续。

## 其他
线路开业时采用的架空接触网有2根触线，使用一对受电杆供电。后期临海一侧触线被拆除，变为单弓受电。